# 2-萘胺
2-萘胺是一种有机化合物，化学式为C10H7NH2，是1-萘胺的同分异构体。它是一种无色固体，但是在空气中会因氧化呈现出微红的颜色。它曾用于制造偶氮染料，但是作为一种致癌物质，很大程度上被毒性较小的化合物所取代。

## 制备
2-萘胺通过将2-萘酚和氯化锌铵至200－210℃来制备（布赫雷尔反应）。乙酸铵和2-萘酚在270－280℃共热可以得到乙酰基衍生物。

## 性质
2-萘胺和三氯化铁不能发生显色反应。它和钠在沸腾的戊醇溶液中反应，得到四氢-3-萘胺。